# Mitogaku
El Mitogaku (水戸学), o Escuela de Mito, se refiere a una antigua escuela fundada durante el Período Edo en Mito sobre estudios históricos y sintoístas de Japón que surgió en el Dominio de Mito en la actual Prefectura de Ibaraki.

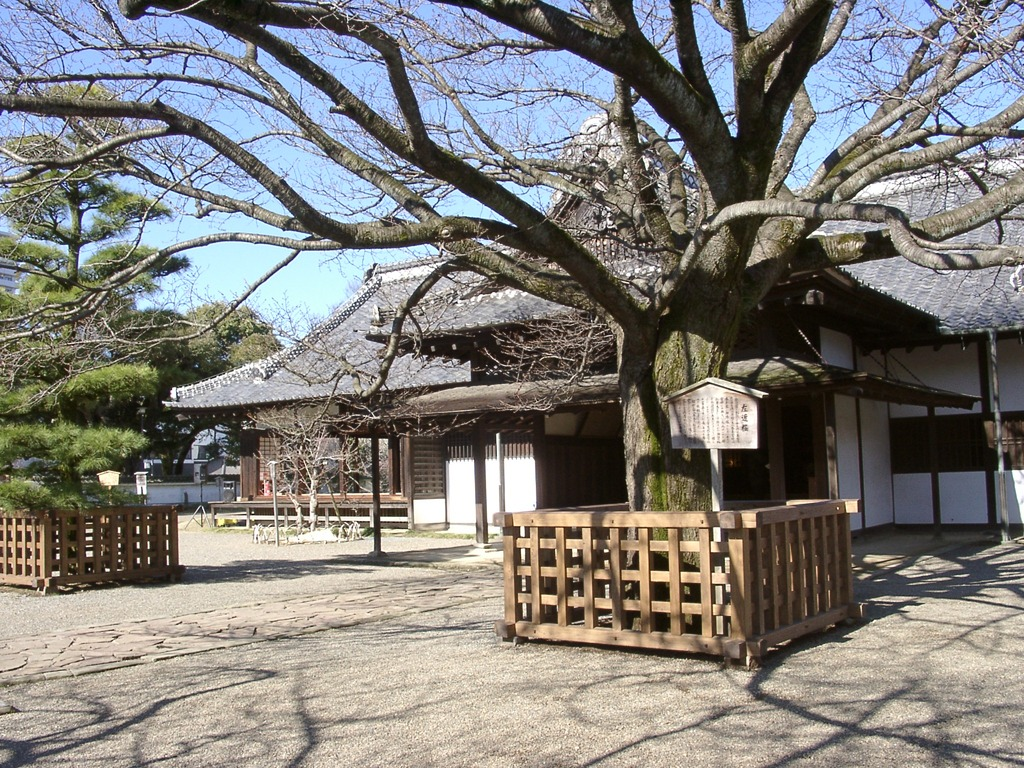
Kōdōkan (弘道館) en Mito.

## Desarrollo de Mitogaku
La escuela nació en 1657, cuando Tokugawa Mitsukuni (1628-1700), daimyō del Dominio de Mito, comisionó la compilación del Dai Nihonshi. Entre los académicos reunidos para el proyecto estuvieron Asaka Tanpaku (1656-1737), Sassa Munekiyo (1640-1698), Kuriyama Senpō (1671-1706) y Miyake Kanran (1673-1718).

### Mitogaku temprano
El enfoque fundamental del proyecto era neoconfucianismo, basado en la idea de que el desarrollo histórico seguía las leyes morales. Tokugawa Mitsukuni creía que Japón, como nación que había estado durante mucho tiempo bajo el dominio unificado del emperador, era un ejemplo perfecto de una "nación" tal como se entiende en el pensamiento sinocentrismo. El Dai Nihonshi se convirtió así en una historia de Japón gobernada por los emperadores y enfatizó el respeto por la corte imperial y las deidades sintoístas. Con el fin de registrar hechos históricos, los historiadores de la escuela reunieron fuentes históricas locales, a menudo compilando sus propias obras históricas en el proceso. La temprana erudición de Mitogaku se centró en la historiografía y el trabajo académico.

### Mitogaku posterior
Alrededor del final del siglo XVIII, Mitogaku llegó a abordar los temas sociales y políticos contemporáneos, comenzando así  la era de Mitogaku posterior. El líder del Clan Mito, Tokugawa Nariaki (1800-1860), amplió enormemente Mitogaku estableciendo el Kōdōkan como la escuela del clan. Además del pensamiento confucianista y el Kokugaku, la escuela también absorbió el conocimiento de la medicina, la astronomía y otras ciencias naturales. La era posterior de Mitogaku duró hasta el período de Bakumatsu. La escuela ejerció una gran influencia en el movimiento Sonnō jōi y se convirtió en una de las fuerzas impulsoras detrás de la Restauración Meiji. Sin embargo, no consiguió la protección del nuevo gobierno, el Kōdōkan fue disuelto y su biblioteca en gran parte fue tomada por el estado.

## Investigación actual de Mitogaku
El Mito-shi Gakkai  (水戸市学会) de la ciudad de Mito, está investigando los aspectos históricos e ideológicos del Mitogaku. Ese estudio incluye las obras principales de la escuela, colecciones y estudios de Fudoki y estudios de Kogo Shūi (古語拾遺).

## Kōdōkan de Mito
El Kōdōkan (弘道館) era la escuela más grande de la llamada educación institucional Escuela Han (藩校 Hankō) del período Edo  en Mito (Provincia de Hitachi).
El Kōdōkan fue fundado en 1841 por Tokugawa Nariaki, daimyō del Dominio Mito. La admisión en la institución era a la edad de 15 años y el plan de estudios incluyó medicina, matemáticas, astronomía, confucianismo, historia, música y artes marciales. 
Tokugawa Yoshinobu, el último Shōgun de Japón,  fue confinado en el Kōdōkan después de abdicar al Shogunato en 1867. 
La escuela cerró en 1872 después de la Restauración Meiji con la introducción del nuevo sistema de educación en las escuelas japonesas.
En la actualidad, tres de sus edificios del Kōdōkan han sido designados Bienes Culturales Importantes y la escuela Kōdōkan es un lugar Histórico Especial. En el edificio principal cuelga un kakemono con la inscripción "Son-jo", una abreviatura del lema contemporáneo Sonnō jōi, "Reverenciar al Emperador, expulsar a los extranjeros". 

## Escuela Han
Las escuelas Han (藩校 Hankō) eran unas instituciones educativas en el período de Edo de Japón, establecidas originalmente para educar a niños de daimyo (señores feudales) y sus retenedores en los dominios fuera de la capital del Shogunato. Estas escuelas existieron hasta alrededor de 1871, cuando los dominios fueron abolidos después de la Restauración Meiji.